# Mary Jane's Mishap
Mary Jane's Mishap (literalment en català el “nyap de la Maria Joana”) és una pel·lícula muda de 1903 dirigida per George Albert Smith. Concebuda com una historieta còmica amb plantejament, nus i desenllaç que explica com es mor Mary Jane quan provoca una explosió mentre cuina perquè fa servir parafina per encendre el foc. Aquesta pel·lícula mostra diverses característiques del cinema primitiu però també presenta símptomes d'evolució. Gairebé tot el film està rodat amb un pla general fix de la cuina i un altre del cementiri on acaba enterrada Mary Jane, però, en alguns moments, es combina el pla general amb un pla mitjà perquè el públic pugui veure millor els gestos que l'actriu fa amb la cara. En l'escena del cementiri també s'utilitza un primer pla de la làpida per poder llegir millor què hi diu. Tot i l'ús de plans més curts, la protagonista continua gesticulant exageradament per fer-se veure millor i alguns objectes, com l'ampolla de parafina, són més grans de l'habitual pel mateix motiu. És un film de temàtica social que pretén donar una lliçó: “encendre el foc amb parafina és perillós”.

## Producció
Mary Jane Contratemps  va ser rodada als l'estudi Smith's studio a St. Ann's Well Gardens, Hove. La majoria dels historiadors de cinema han dit que la producció de la pel·lícula va tenir lloc el 1903, encara que John Barnes en canvi considera com a data de producció d'agost de 1902 per ser més plausible.

## Crítica
John Barnes ha escrit que "es podria considerar com la primera pel·lícula moderna", descrivint-la com ‘’avançada del seu temps quant a aspectes tècnics".
Bibliografia
- Barnes, John «"Mary Jane's Mishap": An Early British Film Re-Examined». Film History, 16, 1, 2004, pàg. 54–59.